# Regions estadístiques NUTS de Turquia

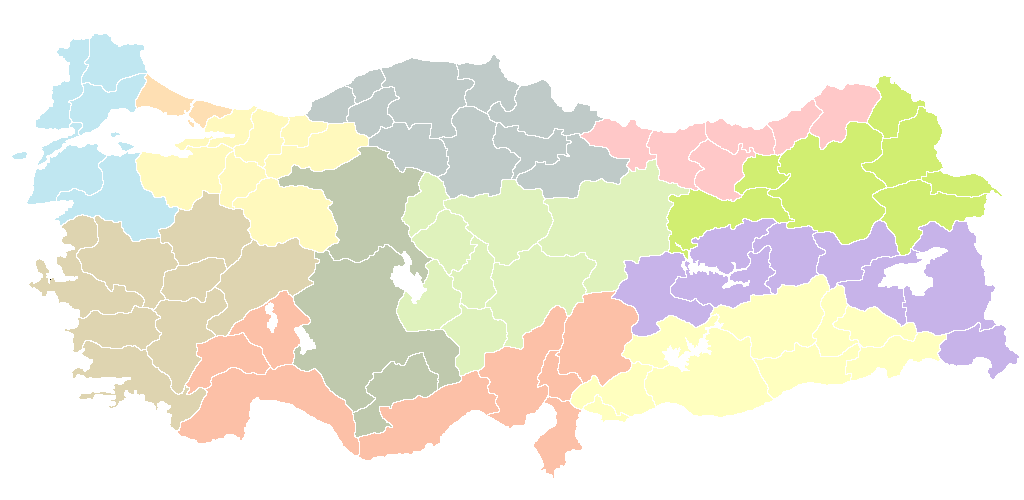
NUTS of Turkey on first level

Com a país candidat a la Unió Europea, Turquia (TR) està inclosa a la Nomenclatura de les Unitats Territorials Estadístiques (NUTS). Definit el 2002 d'acord amb l'Eurostat i les autoritats turques, les classificacions de Turquia sobre NUTS són oficialment denominades regions estadístiques, ja que Turquia no és membre de la UE i Eurostat només defineix NUTS per als estats membres. Els tres nivells NUTS són:
- NUTS-1: 12 Regions
- NUTS-2: 26 Subregions
- NUTS-3: 81 Províncies

Per sota dels nivells NUTS, hi ha dos nivells UAL:
- LAU-1: 923 districtes
- LAU-2: 37,675 municipis[2]

Els codis NUTS són els següents:
| NUTS-1                                  | NUTS-2                        | NUTS-3                             |
| --------------------------------------- | ----------------------------- | ---------------------------------- |
| Regió d'Istanbul (TR1)                  | Subregió d'Istanbul (TR10)    | Província d'Istanbul (TR100)       |
| Regió de la Màrmara Occidental (TR2)    | Subregió de Tekirdağ (TR21)   | Província de Tekirdağ (TR211)      |
| Regió de la Màrmara Occidental (TR2)    | Subregió de Tekirdağ (TR21)   | Província d'Edirne (TR212)         |
| Regió de la Màrmara Occidental (TR2)    | Subregió de Tekirdağ (TR21)   | Província de Kırklareli (TR213)    |
| Regió de la Màrmara Occidental (TR2)    | Subregió de Balıkesir (TR22)  | Província de Balıkesir (TR221)     |
| Regió de la Màrmara Occidental (TR2)    | Subregió de Balıkesir (TR22)  | Província de Çanakkale (TR222)     |
| Regió de l'Egeu (TR3)                   | Subregió d'Esmirna (TR31)     | Província d'Esmirna (TR310)        |
| Regió de l'Egeu (TR3)                   | Subregió d'Aydın (TR32)       | Província d'Aydın (TR321)          |
| Regió de l'Egeu (TR3)                   | Subregió d'Aydın (TR32)       | Província de Denizli (TR322)       |
| Regió de l'Egeu (TR3)                   | Subregió d'Aydın (TR32)       | Província de Muğla (TR323)         |
| Regió de l'Egeu (TR3)                   | Subregió de Manisa (TR33)     | Província de Manisa (TR331)        |
| Regió de l'Egeu (TR3)                   | Subregió de Manisa (TR33)     | Província d'Afyonkarahisar (TR332) |
| Regió de l'Egeu (TR3)                   | Subregió de Manisa (TR33)     | Província de Kütahya (TR333)       |
| Regió de l'Egeu (TR3)                   | Subregió de Manisa (TR33)     | Província d'Uşak (TR334)           |
| Regió de la Màrmara Oriental (TR4)      | Subregió de Bursa (TR41)      | Província de Bursa (TR411)         |
| Regió de la Màrmara Oriental (TR4)      | Subregió de Bursa (TR41)      | Província d'Eskişehir (TR412)      |
| Regió de la Màrmara Oriental (TR4)      | Subregió de Bursa (TR41)      | Província de Bilecik (TR413)       |
| Regió de la Màrmara Oriental (TR4)      | Subregió de Kocaeli (TR42)    | Província de Kocaeli (TR421)       |
| Regió de la Màrmara Oriental (TR4)      | Subregió de Kocaeli (TR42)    | Província de Sakarya (TR422)       |
| Regió de la Màrmara Oriental (TR4)      | Subregió de Kocaeli (TR42)    | Província de Düzce (TR423)         |
| Regió de la Màrmara Oriental (TR4)      | Subregió de Kocaeli (TR42)    | Província de Bolu (TR424)          |
| Regió de la Màrmara Oriental (TR4)      | Subregió de Kocaeli (TR42)    | Província de Yalova (TR425)        |
| Regió d'Anatòlia Occidental (TR5)       | Subregió d'Ankara (TR51)      | Província d'Ankara (TR510)         |
| Regió d'Anatòlia Occidental (TR5)       | Subregió de Konya (TR52)      | Província de Konya (TR521)         |
| Regió d'Anatòlia Occidental (TR5)       | Subregió de Konya (TR52)      | Província de Karaman (TR522)       |
| Regió de la Mediterrània (TR6)          | Subregió d'Antalya (TR61)     | Província d'Antalya (TR611)        |
| Regió de la Mediterrània (TR6)          | Subregió d'Antalya (TR61)     | Província d'Isparta (TR612)        |
| Regió de la Mediterrània (TR6)          | Subregió d'Antalya (TR61)     | Província de Burdur (TR613)        |
| Regió de la Mediterrània (TR6)          | Subregió d'Adana (TR62)       | Província d'Adana (TR621)          |
| Regió de la Mediterrània (TR6)          | Subregió d'Adana (TR62)       | Província de Mersin (TR622)        |
| Regió de la Mediterrània (TR6)          | Subregió de Hatay (TR63)      | Província de Hatay (TR631)         |
| Regió de la Mediterrània (TR6)          | Subregió de Hatay (TR63)      | Província de Kahramanmaraş (TR632) |
| Regió de la Mediterrània (TR6)          | Subregió de Hatay (TR63)      | Província d'Osmaniye (TR633)       |
| Regió d'Anatòlia Central (TR7)          | Subregió de Kırıkkale (TR71)  | Província de Kırıkkale (TR711)     |
| Regió d'Anatòlia Central (TR7)          | Subregió de Kırıkkale (TR71)  | Província d'Aksaray (TR712)        |
| Regió d'Anatòlia Central (TR7)          | Subregió de Kırıkkale (TR71)  | Província de Niğde (TR713)         |
| Regió d'Anatòlia Central (TR7)          | Subregió de Kırıkkale (TR71)  | Província de Nevşehir (TR714)      |
| Regió d'Anatòlia Central (TR7)          | Subregió de Kırıkkale (TR71)  | Província de Kırşehir (TR715)      |
| Regió d'Anatòlia Central (TR7)          | Subregió de Kayseri (TR72)    | Província de Kayseri (TR721)       |
| Regió d'Anatòlia Central (TR7)          | Subregió de Kayseri (TR72)    | Província de Sivas (TR722)         |
| Regió d'Anatòlia Central (TR7)          | Subregió de Kayseri (TR72)    | Província de Yozgat (TR723)        |
| Regió de la Mar Negra Occidental (TR8)  | Subregió de Zonguldak (TR81)  | Província de Zonguldak (TR811)     |
| Regió de la Mar Negra Occidental (TR8)  | Subregió de Zonguldak (TR81)  | Província de Karabük (TR812)       |
| Regió de la Mar Negra Occidental (TR8)  | Subregió de Zonguldak (TR81)  | Província de Bartın (TR813)        |
| Regió de la Mar Negra Occidental (TR8)  | Subregió de Kastamonu (TR82)  | Província de Kastamonu (TR821)     |
| Regió de la Mar Negra Occidental (TR8)  | Subregió de Kastamonu (TR82)  | Província de Çankırı (TR822)       |
| Regió de la Mar Negra Occidental (TR8)  | Subregió de Kastamonu (TR82)  | Província de Sinop (TR823)         |
| Regió de la Mar Negra Occidental (TR8)  | Subregió de Samsun (TR83)     | Província de Samsun (TR831)        |
| Regió de la Mar Negra Occidental (TR8)  | Subregió de Samsun (TR83)     | Província de Tokat (TR832)         |
| Regió de la Mar Negra Occidental (TR8)  | Subregió de Samsun (TR83)     | Província de Çorum (TR833)         |
| Regió de la Mar Negra Occidental (TR8)  | Subregió de Samsun (TR83)     | Província d'Amasya (TR834)         |
| Regió de la Mar Negra Oriental (TR9)    | Subregió de Trebisonda (TR90) | Província de Trebisonda (TR901)    |
| Regió de la Mar Negra Oriental (TR9)    | Subregió de Trebisonda (TR90) | Província d'Ordu (TR902)           |
| Regió de la Mar Negra Oriental (TR9)    | Subregió de Trebisonda (TR90) | Província de Giresun (TR903)       |
| Regió de la Mar Negra Oriental (TR9)    | Subregió de Trebisonda (TR90) | Província de Rize (TR904)          |
| Regió de la Mar Negra Oriental (TR9)    | Subregió de Trebisonda (TR90) | Província d'Artvin (TR905)         |
| Regió de la Mar Negra Oriental (TR9)    | Subregió de Trebisonda (TR90) | Província de Gümüşhane (TR906)     |
| Regió d'Anatòlia del Nord-Est (TRA)     | Subregió d'Erzurum (TRA1)     | Província d'Erzurum (TRA11)        |
| Regió d'Anatòlia del Nord-Est (TRA)     | Subregió d'Erzurum (TRA1)     | Província d'Erzincan (TRA12)       |
| Regió d'Anatòlia del Nord-Est (TRA)     | Subregió d'Erzurum (TRA1)     | Província de Bayburt (TRA13)       |
| Regió d'Anatòlia del Nord-Est (TRA)     | Subregió d'Ağrı (TRA2)        | Província d'Ağrı (TRA21)           |
| Regió d'Anatòlia del Nord-Est (TRA)     | Subregió d'Ağrı (TRA2)        | Província de Kars (TRA22)          |
| Regió d'Anatòlia del Nord-Est (TRA)     | Subregió d'Ağrı (TRA2)        | Província de Tsolakert (TRA23)     |
| Regió d'Anatòlia del Nord-Est (TRA)     | Subregió d'Ağrı (TRA2)        | Província d'Ardahan (TRA24)        |
| Regió d'Anatòlia Oriental Central (TRB) | Subregió de Malatya (TRB1)    | Província de Malatya (TRB11)       |
| Regió d'Anatòlia Oriental Central (TRB) | Subregió de Malatya (TRB1)    | Província d'Elâzığ (TRB12)         |
| Regió d'Anatòlia Oriental Central (TRB) | Subregió de Malatya (TRB1)    | Província de Bingöl (TRB13)        |
| Regió d'Anatòlia Oriental Central (TRB) | Subregió de Malatya (TRB1)    | Província de Tunceli (TRB14)       |
| Regió d'Anatòlia Oriental Central (TRB) | Subregió de Van (TRB2)        | Província de Van (TRB21)           |
| Regió d'Anatòlia Oriental Central (TRB) | Subregió de Van (TRB2)        | Província de Muş (TRB22)           |
| Regió d'Anatòlia Oriental Central (TRB) | Subregió de Van (TRB2)        | Província de Bitlis (TRB23)        |
| Regió d'Anatòlia Oriental Central (TRB) | Subregió de Van (TRB2)        | Província de Hakkâri (TRB24)       |
| Regió d'Anatòlia del Sud-Est (TRC)      | Subregió de Gaziantep (TRC1)  | Província de Gaziantep (TRC11)     |
| Regió d'Anatòlia del Sud-Est (TRC)      | Subregió de Gaziantep (TRC1)  | Província d'Adıyaman (TRC12)       |
| Regió d'Anatòlia del Sud-Est (TRC)      | Subregió de Gaziantep (TRC1)  | Província de Kilis (TRC13)         |
| Regió d'Anatòlia del Sud-Est (TRC)      | Subregió de Şanlıurfa (TRC2)  | Província de Şanlıurfa (TRC21)     |
| Regió d'Anatòlia del Sud-Est (TRC)      | Subregió de Şanlıurfa (TRC2)  | Província de Diyarbakır (TRC22)    |
| Regió d'Anatòlia del Sud-Est (TRC)      | Subregió de Mardin (TRC3)     | Província de Mardin (TRC31)        |
| Regió d'Anatòlia del Sud-Est (TRC)      | Subregió de Mardin (TRC3)     | Província de Batman (TRC32)        |
| Regió d'Anatòlia del Sud-Est (TRC)      | Subregió de Mardin (TRC3)     | Província de Şırnak (TRC33)        |
| Regió d'Anatòlia del Sud-Est (TRC)      | Subregió de Mardin (TRC3)     | Província de Siirt (TRC34)         |